# Prosopofrontina conifrons
Prosopofrontina conifrons là một loài ruồi trong họ Tachinidae.